# Gruzaczka dębowa

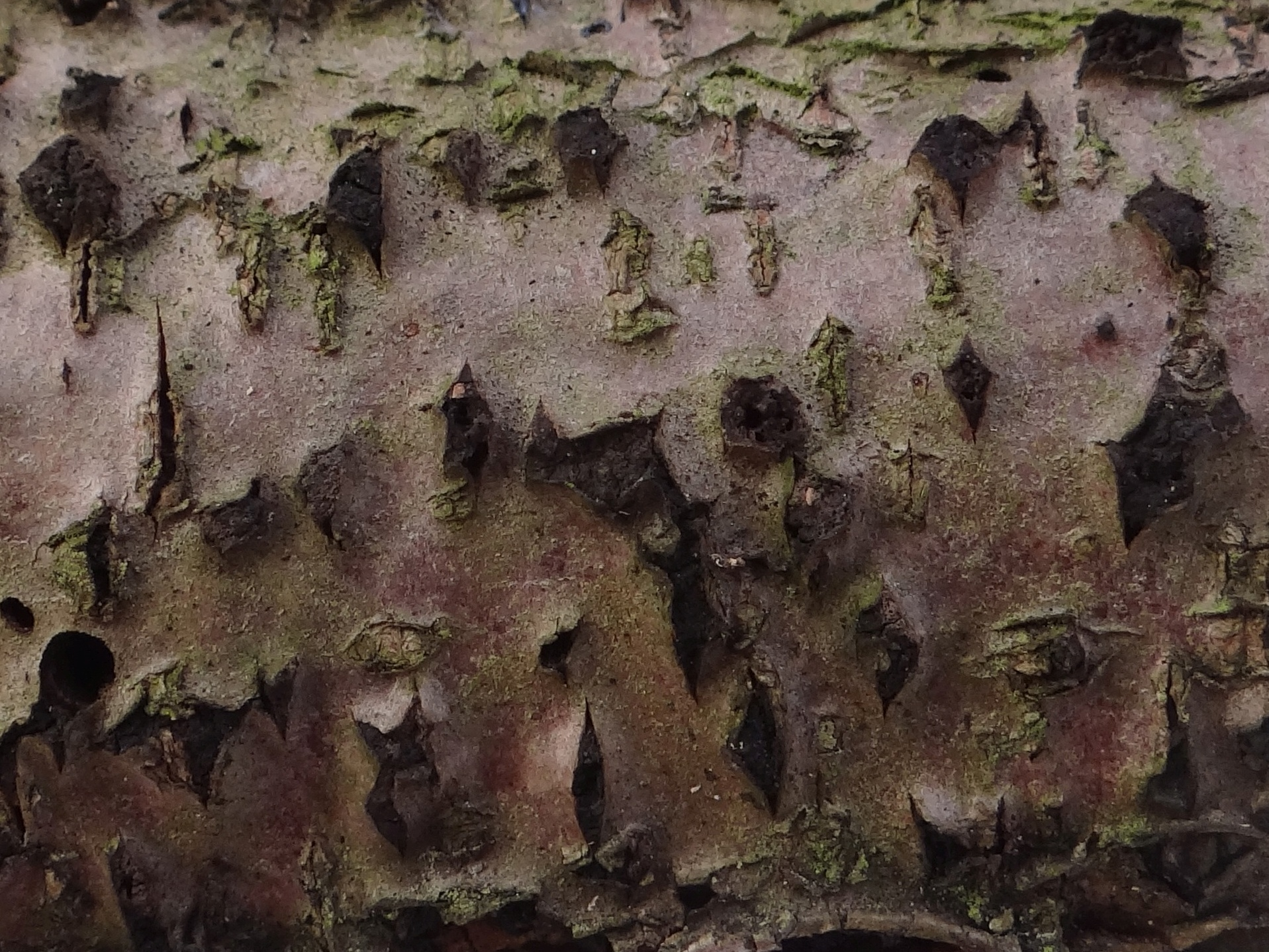

Gruzaczka dębowa (Diatrypella quercina (Pers.) Cooke) – gatunek grzybów z rodziny Diatrypaceae.

## Systematyka i nazewnictwo
Pozycja w klasyfikacji według Index Fungorum: Diatrypella, Diatrypaceae, Xylariales, Xylariomycetidae, Sordariomycetes, Pezizomycotina, Ascomycota, Fungi.
Po raz pierwszy opisał go w 1794 roku Christiaan Hendrik Persoon, nadając mu nazwę Sphaeria quercina. Obecną nazwę nadał mu w 1866 roku Mordecai Cubitt Cooke. Ma 10 synonimów. Niektóre z nich:
- Coniotheciella quercina (Pers.) Speg. 1918,
- Libertella quercina Grove1937.

Polską nazwę zarekomendowała w 2024 r. Komisja ds. Polskiego Nazewnictwa Grzybów przy Polskim Towarzystwie Mykologicznym.

## Morfologia
Podkładki w dużych ilościach bez określonego porządku, czasem stłoczone i zlewające się z sobą, czasem odległe, dość charakterystyczne, czarne lub ciemnobrązowe, początkowo ściętostożkowe, bardziej lub mniej zaokrąglone lub wyraźnie trój- lub czterokątne, następnie poduszkowate, wypukłe lub spłaszczone, otoczone uszkodzoną perydermą żywiciela. Mają szorstką powierzchnię, średnicę 1,5–4 mm, i wystają na 0,8–1,5 mm powyżej poziomu kory. W każdej podkładce jest 6–24 perytecjów o średnicy (350) 450–750 μm, kształcie kulisto-jajowatym, czasem kanciastym. Szyjka perytecjum ma długość 250–550 µm, grubość 100–180 µm i jest wyraźnie wystająca, trzy- lub czterobruzdowa, czasem prawie gładka, czarna i błyszcząca. Brązowa ściana perytecjum ma grubość do 30 μm i jest gęsto pokryta peryfizami. Wewnątrz perytecjum rzadkie, cienkościenne parafizy, często zanikające w okresie dojrzałości. Worki (60) 80–120 (część zawierająca zarodniki) × (9) 10–14 (15) μm, maczugowate lub wąsko wrzecionowate, z wyraźnymi szypułkami o średniej długości 30 μm, wierzchołkiem zaokrąglonym, grubościennym z niewielkim aparatem apikalnym. Askospory (7,0) 9,5–11,5 (12,0) × 1,9–3,0 µm, kiełbaskowate, z końcami silnie załamującymi światło, brązowe, gładkie, cienkościenne.
Konidiomy tworzą się w postaci komór w młodych podstawkach. Komórki konidiotwórcze są sympodialne, utworzone jako gałęzie konidioforów. Konidia nitkowate, sierpowate, słabo wybarwione.

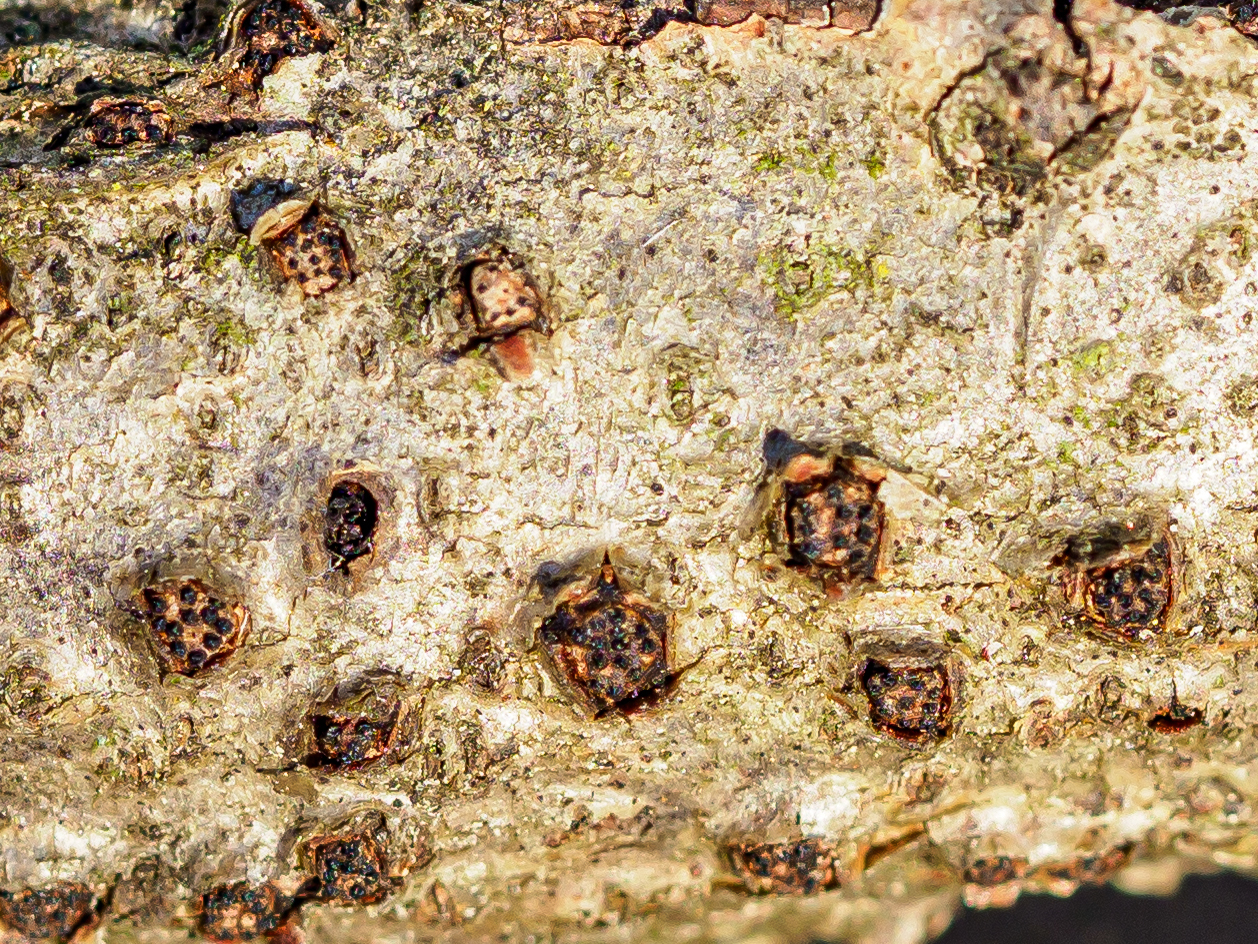
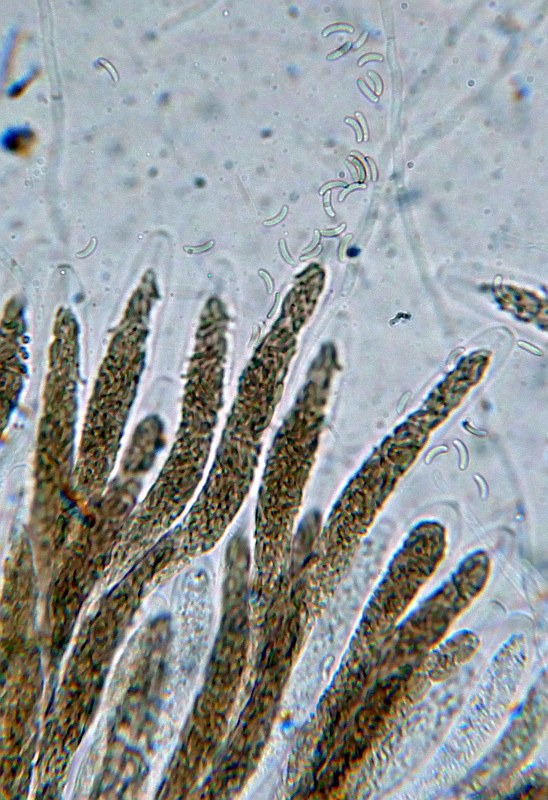
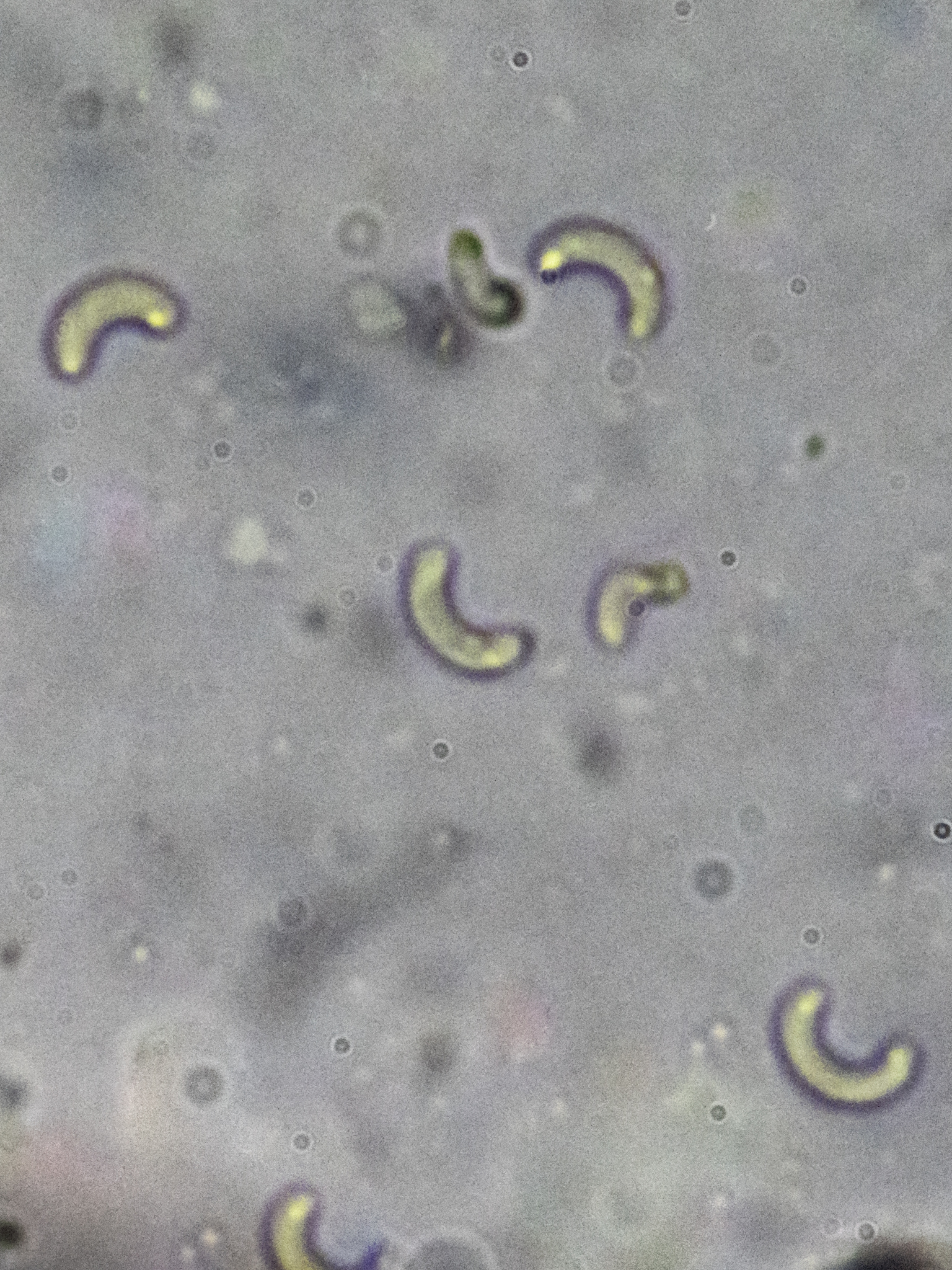

## Występowanie i siedlisko
Występuje w Ameryce Północnej i Południowej, Europie i Australii. W Europie jest szeroko rozprzestrzeniony; występuje od Hiszpanii po Islandię i południowe regiony Półwyspu Skandynawskiego. Występuje również w Polsce.
Grzyb nadrzewny, saprotrof żyjący na martwych gałęziach dębu (Quercus) i kasztana (Castanea). Powoduje białą zgniliznę drewna.